# Sanimoor
Sanimoor ist ein Ortsteil der oberbayerischen Gemeinde Iffeldorf im Landkreis Weilheim-Schongau.

## Lage
Das Dorf Sanimoor liegt knapp drei Kilometer nordnordöstlich vom Iffeldorfer Ortskern und weniger als einen Kilometer südlich des Münsinger Ortsteils Schechen. Unmittelbar westlich von Sanimoor liegt das Schechenfilz, das zum Naturschutzgebiet Osterseen gehört. Direkt im nördlichen Anschluss verläuft der Singerbach, der hier die Gemeindegrenze zwischen Iffeldorf und Münsing und damit auch die Landkreisgrenze zwischen Weilheim-Schongau und Bad Tölz-Wolfratshausen bildet.

## Geschichte
Auf dem entsprechenden Urpositionsblatt von 1839 ist Sanimoor noch nicht vorhanden. Der Ort wurde 1922 offiziell „Sanimoor“ benannt. In den angrenzenden Mooren wurde Torf abgebaut, von 1923 bis 1935 bestand hierzu die Torfwerk Sanimoor AG.
1928/29 kaufte die Maschinen-Druck AG (Madruck) das Torfwerk Sanimoor und baute eine Brikettfabrik, die aber nie vollständig den Betrieb aufnahm.

### Einwohnerentwicklung
| Jahr | Einwohner |
| ---- | --------- |
| 1925 | 122       |
| 1950 | 57        |
| 1961 | 57        |
| 1970 | 57        |
| 1987 | 35        |